# Pere Ortín
Pere Ortín Andrés (Sagunto, 1968) es un periodista, ensayista y director de documentales español.

## Biografía
Pere Ortín es licenciado en Periodismo y Comunicación audiovisual por la Universidad Autónoma de Barcelona. En la actualidad (2017) es director de Altaïr Magazine. Fue presentador y reportero del programa de ecología y medio ambiente de La 2 El escarabajo verde. Al inicio de su carrera trabajó como presentador de informativos del Canal Nou-Radiotelevisión Valenciana y el departamento de prensa del Comité Olímpico Organizador de las Olimpiadas de Barcelona en 1992. Desde entonces ha escrito multitud de artículos y reportajes en La Vanguardia y el Magazine dominical de dicha publicación. También ha publicado sus trabajos en revistas como National Geographic, Altaïr Magazine, GEO, Integral o la francesa VSD. Con una gran experiencia en el mundo del reportaje ha realizado trabajos en varios países africanos como Namibia, Mozambique, Camerún, Guinea Ecuatorial, Sudáfrica, Egipto o Cabo Verde; los americanos de Nicaragua, Perú, Honduras, Costa Rica o El Salvador, así como también en Japón, Australia y Singapur. Ha dirigido películas documentales como El Gran Pachinko (1999), Le mal d'Afrique (2006), Cazadores de imágenes (2007) y Africalls? (2008). Ha publicado el libro Mbini. Cazadores de imágenes en la Guinea colonial (2007) editado por Altaïr y basado en muchos años de investigación sobre los archivos coloniales españoles en África.